# Pemba Sul
Pemba Sul é uma região da Tanzânia. Sua capital é a cidade de Chake Chake.